# Angolanska självständighetskriget
Angolanska självständighetskriget var en militär konflikt som pågick 1961–1974 i Angola (då Portugisiska Västafrika), mellan å enda sidan angolanska separatistgrupper och å andra sidan Portugal och Sydafrikanska unionen. Kriget ledde fram till Alvoravtalet och Angolas självständighet 1975.

## Bakgrund
Angola är mycket rikt på naturrikedomar, men under portugisiskt styre skedde ingen utveckling. Landet utarmades till förmån för Portugal och multinationella bolag. Kaffe odlades på stora plantager och var den största exportprodukten. De portugisiska kolonisterna hade exproprierat småbönders jordar. Slaveriet hade avskaffats på 1800-talet men ersatts av tvångsarbete som var föga bättre.
Detta förtryck blev ännu värre från 1930-talet under det fascistiska styret under Salazar. Både i Portugal och i kolonierna började folk protestera mot Salazars hårda regim. Men under andra världskriget, då Portugal var neutralt, minskade kritiken. När NATO bildades 1949 var Portugal ett av de första länderna att söka medlemskap. I de portugisiska kolonierna mildrades förtrycket något så att landet med sina kolonier kunde söka medlemskap i FN. I slutet av 1950-talet började engelska och franska kolonier i Afrika bli självständiga. Även Belgien insåg att de inte kunde styra över sin koloni och den 1 juli 1960 blev Kongo-Leopoldville självständigt. 

### Motståndsgrupper
I Angola började politiska grupper att organisera sig. Flera av dess ledare hade studerat i Lissabon  och fick kontakt med kommunister och andra regimkritiska grupper. Folkrörelsen för Angolas befrielse, MPLA bildades genom hopslagning av flera vänsterinriktade organisationer. De första ledarna var Viriato da Cruz, Mário Pinto de Andrade och Ilíado Machedo och de fick snart stöd av intellektuella i Luanda och ambundofolket i omgivande provinser. 
Men fackföreningar var förbjudna  och säkerhetspolisen PIDE förföljde misstänkta personer. Sommaren 1960 arresterades Agostinho Neto och Machado och dömdes i hemliga domstolar och utvisades till det ökända koncentrationslägret Tarrafal på en av öarna i Kap Verde-arkipelagen.
År 1954 bildade Holden Roberto organisationen UPNA, Föreningen Folket i norra Angola, med syfte att återupprätta och befria det gamla Kongoriket. Organisationen bytte senare namn till UPA för att omfatta hela den portugisiska kolonin. År 1961 gick organisationen ihop med PDA, Demokratiska Partiet i Angola och blev FNLA. 
En tredje motståndsgrupp bildades av ovimbundufolket i mellersta Angola och folkgrupper österut mot gränsen till Kongo och Nordrhodesia. Detta krigarfolk hade byggt järnvägen från atlantkusten genom provinsen Benguela och rakt österut till koppargruvorna i Katanga. Därefter hade de tvingats till arbete på kaffe- och bomullsplantager. Denna motståndsgrupp fick ingen större uppmärksamhet förrän mot mitten av 1960-talet. År 1966 bildades UNITA under ledning av Savimbi och andra ur ovimbundu-folket. Från början hade de stöd från Folkrepubliken Kina, men efter press från Sydafrika blev de alltmer USA-vänliga. Under en period samarbetade de också med den portugisiska armén mot MPLA, vilket bekräftats av Marcello Caetano.

### Regimens reaktion
Motståndsgrupper som ville befria de portugisiska kolonierna samlades i Conakry i Guinea 1961. Den fascistiska regimen reagerade kraftfullt. Portugals kolonialarmé förstärktes med flera förband, bland annat en luftbataljon under general Pinto de Recende och kavalleriförband under general Spinola och ett par fältjägarförband.
USA hyrde ut bombflygplan som målades i portugisiska färger för att dölja ursprungslandet. NATO bidrog med äldre vapen, när de förnyade sin arsenal. Regimen bjöd ut koncessioner till multinationella företag som fick exploatera Angolas naturresurser, såsom olja, järnmalm, koppar och diamanter. Detta innebar att imperialistiska stater engagerade sig i ett status quo och gav Portugal nya inkomster som kunde bekosta ökad militär närvaro. Sist men inte minst fick PIDE, den oberoende säkerhetspolisen, nya befogenheter och resurser.
Säkerhetspolisen började granska alla underjordiska rörelser framför allt i Luanda. Sommaren 1960 arresterades flera MPLA-medlemmar, bland andra Ilídio Machade och Agostinho Neto. Efter en hemlig rättegång internerades båda i det ökända koncentrationslägret Tarrafal på en av Kap Verde-öarna. År 1961 utsåg Amnesty International Neto till årets fånge och under internationellt tryck flyttades han till ett fängelse i Lissabon. Senare sattes han i husarrest och lyckades fly till Marocko och vidare till MPLA:s huvudkontor i Leopoldville i Kongo.

## Självständighetskriget

### 1960-talet
På en bomullsplantage i regionen Baixa de Cassange protesterade tvångsarbetarna mot den inhumana behandlingen. Den 3 januari 1961 rev de sönder sina ID-kort och attackerade portugisiska förmän. Bomullsfält sattes i brand. Portugal svarade med att skicka flygplan som fällde brandbomber över närliggande byar. Upprorsmakarna António Mariano and Kulu-Xingu fångades in och avrättades utan rättegång. Denna händelse blev inledningen till befrielsekriget.
| ”                                                  | Vi kuvade ett krigarfolk och gjorde dem till bomullsarbetare och nu bombar vi dem från luften. | „ |
| – general Pinto de Recende skriver till en kollega |                                                                                                |   |

Den 4 februari attackerade milismän från MPLA fängelset i Luanda för att befria politiska fångar. Ett par fångvaktare och alla milismän dödades, men inga fångar befriades. 
| ”             | Den portugisiska vedergällningen blev brutal. Polisen hjälpte civila väktare att lyncha afrikaner i Luandas slumområden. Mitt i natten drog de ut sluminvånare från deras enkla hyddor, sköt dem och lämnade deras kroppar på gatorna. En metodistmissionär vittnade om att han personligen kände nästan tre hundra av de dödade afrikanerna. | „ |
| – John Marcum | |   |

Den 15 mars gick UPA in över gränsen från Kongo med cirka 3 000 soldater under ledning av Holden Roberto. Gerillaarmén dödade tusentals vita nybyggare på vägen till Luanda. Portugal svarade med sin militärmakt och rensade ut de flesta gerillagrupper och bombade byar med napalm. Närmare 40 000 afrikaner dödades och portugisernas överreaktion innebar att upproret hade spridits över ett mycket större område. Mer än 300 000 angolaner flydde till Kongo-Kinshasa. Endast en mindre MPLA-grupp lyckades gömma sig i Dembe-skogen i norr på gränsen till Kongo.

### Samarbete eller konkurrens
Våren 1961 framstod Holden Roberto med sin organisation UPA som största hotet mot Portugal. MPLA förde en tynande tillvaro i Dembeskogen och sökte internationell hjälp. De fick viss hjälp från Marocko. Men i USA hade Roberto framstått som den liberala ledaren för Angolas självständighetsrörelse. MPLA:s ledare vände sig till Roberto för samarbete och fick svaret att gå in i FNLA. MPLA menade att det var utsiktslöst att stödja sig på USA eftersom Portugal var medlem i NATO. 
MPLA flyttade sitt högkvarter från Conakry i Guinea till Leopoldville i Kongo. Roberto var fortfarande ovillig till samarbete; han ville ha full kontroll över självständighetsrörelsen och avvisade helt ett samarbete med MPLA. Tvärtom, han gav order om att attackera MPLA-patruller som opererade i norra Angola.
I november höll FN:s generalförsamling en debatt om situationen i Angola. Roberto reste till New York och tog med sig Jonas Savimbi som blivit utsedd till generalsekreterare i UPA. På det sättet blev Bakongo- och Ovimbundofolken representerade internationellt. När de återvände till sin huvudbas i Kongo-Leopoldville bjöd Roberto in det Demokratiska partiet i Angola och bildade FNLA. Därefter grundade han exilregeringen GRAE, med Savimbi som utrikesminister. Året därpå blev denna regering erkänd av Organisationen för afrikansk enhet, OAU.
MPLA hade sina interna konflikter och internationellt verkade det inte längre vara en kraft att räkna med. I juli 1962 samlades MPLA:s ledning och avsatte Viriato da Cruz och föreslog Agostinho Neto som president. Detta bekräftades på en nationell kongress som hölls i Leopoldville i december 1962. Lúcio Lara valdes till generalsekreterare och Mário Pinto de Andrade blev ansvarig för externa affärer. Andrade summerade organisationens brister och yrkade på att man måste få med sig bondebefolkningen, både inom bakongo och ovimbundo. Daniel Chipenda från Ovimbundu blev officer i den väpnade grenen av MPLA och tillika president för den nybildade ungdomssektionen. Nu började man få in små soldatgrupper från Ghana och Marocko som fick i uppgift att rekrytera och utbilda angolaner. Huvudkontoret flyttade från Leopoldville till Brazzaville. Vid denna tid hade MPLA endast små styrkor inne i Angola (Dembe-skogarna). Men de hjälpte FLEC, som var en befrielserörelse i Kabinda och fick därmed värdefull militär erfarenhet.
FNLA gjorde militära räder vid gränstrakterna från Katanga under ledning av Savimbi och en studentkollega Jorge Valentim. När Moïse Tshombe kom till makten i Kongo-Leopoldville begränsades FNLA:s rörelsefrihet. Savimbi började bli kritisk mot FNLA och beskyllde Roberto för korruption och maktmissbruk.

### Internationella kontakter
Sommaren 1962 hade Neto rest till Washington för att söka stöd hos president John F Kennedy. Men USA hade redan valt att stödja FNLA som ansågs vara ett liberalt parti. 
Savimbi reste i hemlighet till Moskva och flera länder i Östeuropa och försökte utverka stöd. Exilregeringen GRAE splittrades och Savimbi kontaktade Neto och Chipenda för en gemensam front från Zambia, som blivit självständigt i oktober 1964. Men efter flera möten insåg båda parter att det inte gick att komma överens.
da Cruz fick en inbjudan från folkrepubliken Kina. Han var välkänd från MPLA och ombads dela med sig av erfarenheter av gerillakrigföring. President Ben Bella i Alger Savimbi att få tillstånd till ett möte med Mao Ze Dong i Kina. Han fick löfte om träning i gerillakrigföring och visst stöd för aktioner inne i Angola.
Sovjetunionen bestämde sig år 1964 att stödja MPLA efter att ha anklagat FNLA för att samarbeta med Tshombe och USA. Året därpå träffade Neto och Lara Che Guevara i Brazzaville och därefter fick MPLA militärt stöd även från Kuba. 
Sydafrika såg med oro på utvecklingen i Angola och började stödja Portugal med helikoptrar och piloter från 1968.

### Östra fronten
I mars 1966 lämnade Savimbi FNLA och exilregeringen i Lusaka, den nya huvudstaden i Zambia. Han värvade 67 gerillasoldater och gick in i den angolanska gränsprovinsen Moxico. Detta var upptakten till UNITA. I september hölls en kongress i Lusaka, och Savimbi valdes till ledare för den nya befrielserörelsen.
I juni 1966 bestämde sig MPLA för att öppna en östra front från Zambia och operera inne i Angola. De östra provinserna var glest befolkade och portugiserna hade inte så starka militära förband. Daniel Chipenda och hans gerillastyrkor gjorde ett första anfall mot kolonister i Moxico. De upprättade baser nära gränsen och trängde allt djupare in i Angola. 
I december 1966 startade Savimbi en attack mot Benguela-järnvägen, som löper från Atlantkusten in till koppargruvorna i Katanga. Under 1967 utfördes ytterligare attacker. Detta retade upp regeringen i Zambia och president Kenneth Kaunda kastade ut UNITA ur landet. Savimbi flyttade till Kairo och stannade där i ett års tid.
Spänningarna mellan de tre befrielseorganisationerna ökade ännu mer. Imperialistiska organisationer försökte splittra MPLA. Infiltratörer avslöjades, liksom flera mordförsök mot Agostinho Neto. Chipenda bröt sig ur, bildade Östra revolten och tog med sig 1 500 gerillasoldater dit. Detta höll på att knäcka MPLA och Sovjetunionen drog tillbaka sitt stöd, men man återupptog det senare.

### 1970-1974
År 1971 inledde den portugisiska armén operation Frente Leste (Östra fronten) och lyckades driva tillbaka MPLA. Neto och Chipenda skyllde denna förlust på varandra. År 1973 bjöd Moskva in Neto och avslöjade att Chipenda försökt mörda honom. MPLA fick nu åter Sovjetunionens stöd. Chipenda och hans trupper anslöt sig till FNLA och fortsatte bekämpa MPLA. Pinto de Andrade bildade Revolta Activa  (Aktiva revolten) våren 1974 och tog med sig ytterligare 70 MPLA-medlemmar. Denna grupp hade inte deltagit i mllitära aktioner utan arbetade i exil för Angolas självständighet, främst i grannlandet Zaire (Kongo-Leopoldville).
Den 25 april 1974 inträffade en militärkupp i Lissabon. Folket kunde inte längre acceptera diktaturens förtryck och en stor del av militären hade fått nog av det meningslösa kriget i Portugals afrikanska kolonier. Yngre officerare genomförde en militärkupp och fick oväntad hjälp av folkets civilmotstånd. Folk satte nejlikor i gevärspiporna och inga skott avlossades, därav Nejlikerevolutionen. General Antonio de Spinola blev den tredje republikens första president.
Militärrevolten i Lissabon kom som en chock för USA och Sydafrika. Man hade inte räknat med en kommunistisk regering i Angola. En plan utarbetades för att krossa MPLA. General Spinola, Portugals nya president, kallade till en konferens på ön Sal i Kap Verde. Inbjudna var president Mobutu från Zaire samt ledarna för FNLA och UNITA. Man enades om att försöka få till stånd en federation mellan Zaire, Angola och Kabinda, det vill säga det gamla Kongoriket från 1500-talet. Men något senare avskedades General Spinola som president för Portugal och ersattes av Francisco da Costa Gomes. I Angola tillsattes en ny ambassadör – amiralen Rosa Coutinho, som sympatiserade med Neto och MPLA. I slutet av oktober kunde avtal om vapenvila med Portugal tecknas. MPLA marscherade in i Luanda och fick ett massivt stöd av folket. Samtidigt förstärkte de sin position i oljerika Kabinda och körde ut den regionala befrielserörelsen, FLEC med benägen hjälp av portugisiska armén.

### 1975
Alvoravtalet om självständighet för de portugisiska afrikanska kolonierna undertecknades den 15 januari 1975 i den lilla staden Alvor i södra Portugal. En övergångsregering bestående av de tre befrielserörelserna och Portugal tillsattes. Denna skulle styra Angola till den 11 november samma år, då landet skulle bli självständigt efter fria val som skulle hållas i oktober. Den portugisiska ambassadören Rosa Coutinho skulle leda övergångsregeringen tillsammans med ett ministerråd bestående av en representant från de tre befrielserörelserna. Men FLEC fick inte delta, trots att OAU 1967 förklarat Kabinda som en oberoende stat med sin egen befrielsekamp. I augusti 1975 hade FLEC:s president utropat Luis Ranque Franque Republiken Kabinda.

FNLA vände sig emellertid till internationella kontakter och bad om stöd i form av vapen och militär rådgivning. USA:s utrikesminister Henry Kissinger utverkade ett hemligt bidrag om 300 000 US-dollar. UNITA var tills vidare avvaktande men fick senare stöd av den sydafrikanska armén och dess flygstridskrafter. Kina och Kuba fortsatte att stödja MPLA. NATO ville inte se en prosovjetisk regering i Angola. USA, Frankrike och Västtyskland upprättade luftbroar från Zaire till Negage i norra Angola och Huambo i centrala delen av landet. Mängder av vapen och legosoldater strömmade in i landet. USA förstärkte CIA-kontoret i Kinshasa och lierade sig med Sydafrika, som tillsammans med UNITA gick in med trupper söderifrån.
Efter Nejlikerevolutionen blev det klart att portugisiska staten skulle lämna de flesta av sina provinser på andra sidan haven. Den 25 juni 1975 blev Moçambique självständigt, och därefter var det bara en tidsfråga för Angolas egen självständighet. Vid den tiden fanns det omkring 350 000 portugiser i landet, panik utbröt och alla tänkte lämna landet så fort som möjligt. De vita var övertygade om att de svarta skulle hämnas och hugga ihjäl alla de kom åt.
Men de rika kunde inte lämna sina ägodelar utan lät tillverka stora träcontainrar för att frakta hem sina möblemang och andra dyrbarheter. Även de fattiga snickrade ihop enkla lårar för att få med sig sina ägodelar ut ur landet. I slutet på sommaren 1975 forslades alla dessa containrar och lårar ner till hamnen. Emigranterna väntade på fartyg som skulle föra deras ägodelar till Portugal och Brasilien, eller om det dröjde kunde också Sydafrika duga. De vita samlades på flygplatsen och köade för en flygbiljett. Varje dag avgick flera plan mot Europa – franska, portugisiska, ryska och italienska. 
Luanda började försvinna, restauranger och caféer stängde, handelsmän med alla sina varor försvann, senare upphörde brandkåren att fungera, därefter även polisen och sophämtarna. Staden började stinka och hundar och vilda djur invaderade gatorna. Staden blev allt ödsligare, sommaren kom och pumpstationerna slutade fungera. Vatten blev en lyxvara.

## Följder
Den nya regeringen ställdes inför en hopplös situation. Ekonomin hade kollapsat, kunnig administrativ personal hade lämnat landet och alla sektorer som säkerhet, utbildning och hälsa hade försämrats. Korruption och fattigdom ökade. 
I slutet av november förklarade UNITA de områden som de kontrollerade för Socialdemokratiska republiken Angola med säte i Huambo. FNLA förklarade landet i nordväst för Demokratiska republiken Angola med säte i Ambriz i Bengo-provinsen norr om Luanda. Och FLEC med stöd av Frankrike förklarade Republiken Kabinda för självständigt.
Därmed startade det angolanska inbördeskriget som skulle vara i 27 år.